# IJsdeegmaancake

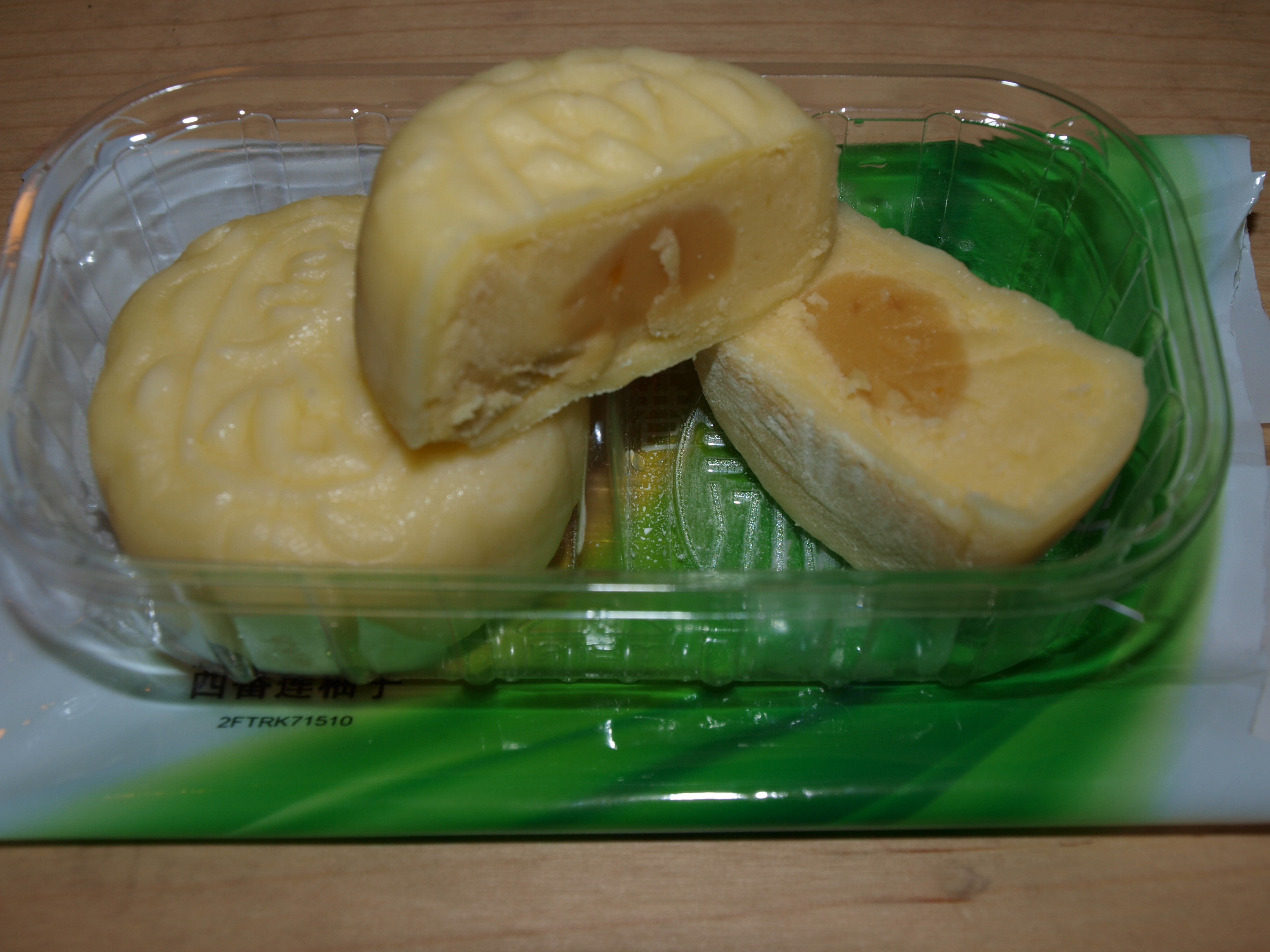
IJsdeegmaancake uit Hongkong

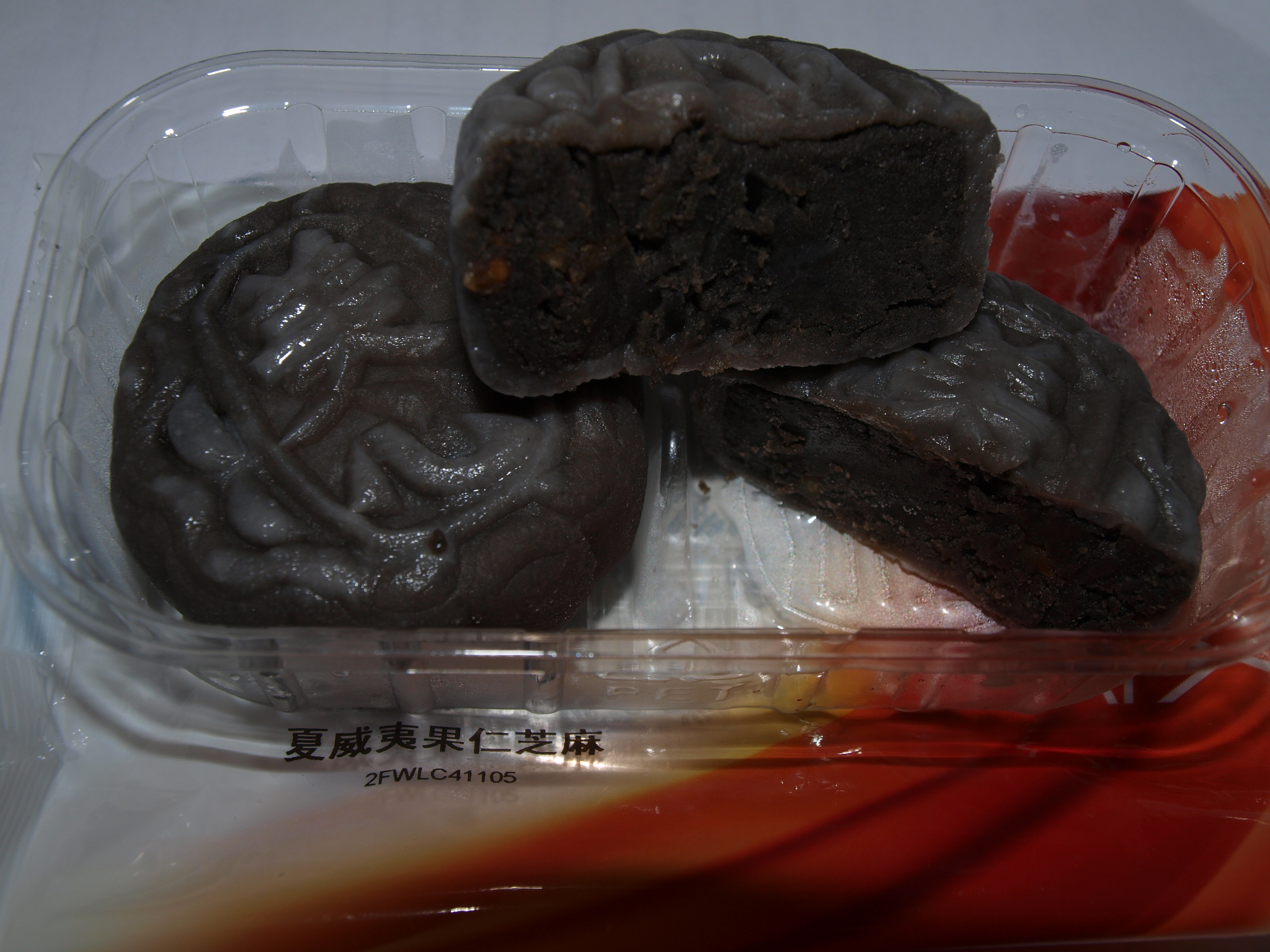
Deegmaancakes gevuld met zwarte sesam en macadamianoten

Een bevroren deegmaancake of ijsdeegmaancake is een Chinese lekkernij die in Hongkong tijdens midherfstfestival wordt gegeten. IJsdeegmaancake ziet er rond uit, om een volle maan en totale familie uit te beelden en is wit van kleur. Het deeg van ijsdeegmaancake is gemaakt van kleefrijstmeel 糯米粉. Er zijn verschillende vullingen verkrijgbaar voor ijsdeegmaancake.
In 1989 bracht de Hongkongse Tai Pan Bread and Cakes 大班麵包西餅 de ijsdeegmaancake op de markt en werd een groot succes waardoor ook andere Chinese bakkerijen in Hongkong de ijsdeegmaancake gingen maken.